# Сіко (фільм)
Сіко (англ. Sicko) — документальний кінофільм американського режисера-документаліста Майкла Мура. Фільм присвячений проблемам занадто комерціалізованої системи охорони здоров'я у США. Автор фільму порівнює рівень медичного обслуговування і його доступність у декількох країнах світу і піддає критиці систему приватного медичного обслуговування у США. Фільм отримав схвальну критику на Канському кінофестивалі, але також мав певні проблеми у США, зокрема в зв'язку з розслідуванням уряду США поїздки Мура до Куби.

## Сюжет
Назва фільму походить від англійського слова sick — «хворий» та від сленгу psycho — «психопат-маніяк» і мала на меті, за задумом автора, привернути увагу на нелюдяність та потворність приватної системи охорони здоров'я у США. Основній критиці у фільмі піддається в першу чергу система приватного страхування та фармацевтична індустрія, які цілеспрямовано підвищують вартість медичного обслуговування заради вищих прибутків. Основний лейтмотив фільму — приватна система медичного обслуговування нелюдяна і відстала. Автор підкреслює, що США, одна з найбагатших країн світу знаходиться на 37-му місці за рівнем медичного обслуговування і єдина з розвинених країн світу, що не має державної системи охорони здоров'я.
У фільмі автор ретельно переказує численні випадки, коли занадто комерціалізована система охорони здоров'я скривдила людей, навіть тих, що мали приватну страховку. Наприклад, дівчині, що потрапила в автомобільну аварію відмовили в оплаті послуг швидкої допомоги, тому що вона була непритомна і не змогла узгодити перевезення в лікарню заздалегідь. Автор також розказує, як деякі пацієнти померли, тому що навіть зі страховкою, страхова компанія відмовила в покритті певних процедур. Нелюдяність системи далі розкривається в історії з чоловіком, який в результаті нещасного випадку відрізав собі пальці і мав гроші, щоб пришити тільки один палець і позбувся іншого через нестачу грошей.
Майкл Мур також піддає критиці страхові компанії, які цілеспрямовано і систематично відмовляють клієнтам в покритті послуг заради збільшення прибутків. Він також показує, що у багатьох випадках страхові компанії вишукують помилки в полісі, неточні чи приховані деталі в історії хвороби аби відмовити на цій підставі в оплаті послуг.
Автор фільму проводить чітку паралель між станом охорони здоров'я та впливом, які різні лобістські групи мають на політиків США. Деякі політики, і зокрема такі провідні, як Гілларі Клінтон отримували і досі користуються фінансовою підтримкою провідних фармацевтичних та страхових компаній.
Велика частина фільму присвячена порівнянню систем охорони здоров'я у США і в інших країнах. Майкл Мур подорожує до Канади, франції і навіть на Кубу, де за його твердженням системи охорони здоров'я кращі, ніж у США. Одним з яскравих моментів фільму стала подорож Мура до концтабору Ґуатанамо на Кубі з групою хворих рятівників під час трагедії 11 вересня 2001 року. У фільмі автор вимагає від уряду США такого ж безплатного медичного обслуговування для хворих рятівників, що мають утримувані в таборі терористи.

## Реакція критиків
Творчість Майкла Мура завжди мала як прихильників, так і критиків. На відміну від інших фільмів, які поряд з нагородами кінофестивалів отримували в США гостру і часом заслужену критику з боку оглядачів, теми відображені у фільмі «Сіко» не викликали заперечення навіть у найзапекліших критиків Майкла Мура. Цього разу критики відмітили новий підхід режисера до розкриття теми фільму — замість пояснення режисер надає можливість дійовим особам і героям фільму розказати про свої проблеми з системою охорони здоров'я у США. Загалом критики погоджуються, що цей фільм демонструє вдосконалення Мура, як режисера і виводить кінодокументалістику США на якісно новий рівень. Фінансові прибутки від фільму підтверджують висновки кінокритиків щодо якості цього фільму. Тільки за перший тиждень прокату в США фільм отримав майже 5,5 млн доларів прибутку.
Майкл Мур також мав певні проблеми з урядом Сполучених штатів. 2 травня 2007 р. спеціальний відділ Міністерства фінансів США повідомив його, що проти нього відкрито слідство в звинуваченні, що він порушив ембарго США проти Куби, коли відвідував країну під час зйомок фільму. Згідно з чинним законодавством, громадяни США мусять отримати дозвіл на відвідання Куби і такого дозволу Муру не було надано. Через побоювання, що фільм могли конфіскувати у США, Мур відправив копію фільму до Канади. Презентація та прем'єра фільму теж відбулася в провінції Онтаріо, Канада.